# Boljare (Vlasotince)
Boljare (Servisch: Бољаре) is een plaats in de Servische gemeente Vlasotince. De plaats telt 983 inwoners (2002).